# Būydūz
Būydūz (persiska: بوئيدوز, بوئيندوز, بويدوز, بویدوز, Bū’īdūz) är en ort i Iran.   Den ligger i provinsen Östazarbaijan, i den nordvästra delen av landet, 500 km nordväst om huvudstaden Teheran. Būydūz ligger 327 meter över havet och antalet invånare är 147.
Terrängen runt Būydūz är varierad. Būydūz ligger nere i en dal.Runt Būydūz är det ganska glesbefolkat, med 34 invånare per kvadratkilometer. Närmaste större samhälle är Jānān Lū, 19,7 km nordost om Būydūz. Trakten runt Būydūz består till största delen av jordbruksmark.